# 张国基
张国基（1894年—1992年），湖南益阳人，中华人民共和国政治人物、华侨教育家，印尼雅加达中华中学校长。
1954年，当选第一届全国人民代表大会代表。